# Hazleton (Pennsylvania)
Hazleton è una città degli Stati Uniti d'America, nella contea di Luzerne dello Stato della Pennsylvania. Secondo il censimento del 2010 la popolazione è di 25.340 abitanti. Nel censimento del 2000 era la 17ª città della Pennsylvania per popolazione.

## Storia
La città fu fondata nel 1750 e incorporata nel 1857. Nel 1810 vi furono scoperti vasti giacimenti di antracite e la città si sviluppò grazie all'estrazione di carbone. L'attività estrattiva, seppure in misura minore, continua ancora oggi. Nella località mineraria di Hollywood, che poi fu incorporata a Hazleton, nacque nel 1880 la seconda persona più longeva di cui si abbiano dati certi, Sarah Knauss (119 anni). È la città natale dell'attore Jack Palance, dell'artista Sherrie Levine e dello scacchista Andrew Soltis. Dal 2000 al 2010 ne fu sindaco l'italo-americano Lou Barletta, nativo di Hazelton, che diventò noto a livello nazionale per le sue campagne contro l'immigrazione clandestina.
Questa cittadina è gemellata con il comune di Pisciotta, in provincia di Salerno (Italia).

## Sport
Vi hanno o hanno avuto sede svariate squadre sportive: Hazleton Mountaineers (1946-1948), Hazleton Mountaineers (1952)  e Hazleton Hawks.